# Nicholas Rowe (Schauspieler)
Nicholas James Sebastian Rowe (* 22. November 1966 in Edinburgh, Schottland) ist ein britischer Schauspieler.

## Leben
Rowe ist der Sohn eines Parlamentsabgeordneten. Er besuchte das Eton College und die University of Bristol und kam während seiner Studienzeit mit der Schauspielerei in Kontakt. Dies brachte ihm die Hauptrolle in dem Film Das Geheimnis des verborgenen Tempels ein. Die Darstellung des jungen Sherlock Holmes war Rowes erste, aber auch einzige große Rolle. In den folgenden Jahren bis in die heutige Zeit hinein tauchte er mit wachsender Häufigkeit vorrangig in britischen Fernsehfilmen und -serien auf. Kinoauftritte wie in Bube, Dame, König, grAS oder in Enigma – Das Geheimnis waren bisher selten. Im Jahr 2015 hatte er einen Cameo-Auftritt als Sherlock Holmes in dem Kinofilm Mr. Holmes.
Rowe, der einen B.A. in Hispanistik von der University of Bristol hat, lebt in London. Er war sechs Jahre lang bis zu ihrem Tod im Februar 2006 mit der Schauspielerin Lou Gish liiert.

## Filmografie (Auswahl)
- 1985: Das Geheimnis des verborgenen Tempels (Young Sherlock Holmes)
- 1994: Die Scharfschützen (Sharpe, Fernsehreihe, Folge 4. Armee des Schreckens)
- 1998: Bube, Dame, König, grAS (Lock, Stock & Two Smoking Barrels)
- 1998: Polizeiarzt Dangerfield (Dangerfield, Fernsehserie, eine Folge)
- 2000: Relic Hunter – Die Schatzjägerin (Relic Hunter, Fernsehserie, eine Folge)
- 2001: Enigma – Das Geheimnis (Enigma)
- 2002: Nicholas Nickleby
- 2002: Ernest Shackleton (Shackleton, Miniserie, 2 Episoden, als Thomas Orde-Lees)
- 2004: Inspector Barnaby (Midsomer Murders Fernsehserie, Folge 7x03: Grab des Grauens (The Fisher King))
- 2004: Lady Musketeer – Alle für eine (La Femme Musketeer, Miniserie, 2 Folgen)
- 2004: Chuckys Baby (Seed of Chucky)
- 2006: Beau Brummell: This Charming Man (Fernsehfilm)
- 2007: Tot oder Torte (The Baker)
- 2010: Shanghai
- 2013: Inspector Barnaby (Midsomer Murders, Fernsehserie, Folge 15x05: König Dame Tod (The Sicilian Defence))
- 2015: Mr. Holmes
- 2015: The Last Kingdom (Fernsehserie, 3 Folgen)
- 2016: The Crown (Fernsehserie, 9 Folgen)
- 2016: Snowden
- 2017–2019: Riviera (Fernsehserie, 8 Folgen)
- 2019: Grantchester (Fernsehserie, 1 Folge)
- 2020: Nur ein einziges Leben (Waiting for Anya)
- 2020: George Washington: Der erste Präsident der USA (Washington; Fernseh-Dokudrama, 3 Folgen)
- 2020: Belgravia – Zeit des Schicksals (Belgravia, Fernsehsechsteiler)
- 2021: Die Täuschung (Operation Mincemeat)
- 2021: A Very English Scandal (Fernsehserie, eine Folge)